# Jaime Belmonte
Pour les articles homonymes, voir Belmonte.
Jaime Belmonte Madgaleno (né le 8 octobre 1934 à Mexico au Mexique et mort le 21 janvier 2009) est un joueur international de football mexicain.

## Carrière
Surnommé « El Flaco », il fait ses débuts professionnels dans le club du Deportivo Cuautla avant de rejoindre le Deportivo Irapuato. Là, en 13 saisons, il inscrit 125 buts en 349 rencontres disputées. 
En 1958, il participe avec le Mexique à la Coupe du monde 1958 en Suède. Il y gagne un nouveau surnom, celui du « Héros de Solna », en référence au but égalisateur qu'il marque contre le pays de Galles, offrant à son pays son premier point en coupe du monde. 
Il meurt d'un cancer de l'estomac à l'âge de 74 ans. 